# مهلا محروقی
مهلا محروقی (زاده ۱۵ مهر ۱۳۸۱ در نیشابور) پرتاب‌گر دیسک ایرانی و عضو تیم ملی دو و میدانی زنان ایران است. او توانسته رکورد ۵٣.۵٣ متر را به عنوان بهترین رکورد پرتاب خود به‌ثبت برساند که از این حیث؛رکورد ملی و باشگاهی پرتاب دیسک بانوان ایران را در اختیار دارد.محروقی در عرصه باشگاهی و ملی در رده سنی نوجوانان رکورددار پرتاب است و سابقه کسب مدال طلا و برنز را در کارنامه خود دارد. او اولین زن ورزشکار ایرانی در تاریخ دوومیدانی ایران است که توانسته در مسابقات قهرمانی جوانان جهان به میزبانی کشور کنیا، حضور پیدا کند.
محروقی در عرصه باشگاهی سابقه عضوی در تیم‌های سپاهان اصفهان، پلیمر خلیج فارس، گل‌گهر سیرجان و چادرملو اردکان را در کارنامه خود دارد و همچنین توانسته ۲ سال به عنوان برترین پرتاب‌گر دیسک در بین پرتاب‌گران زن ایرانی نام خود را مطرح کند.

## افتخارات
- مدال برنز مسابقات پرتاب دیسک قهرمانی دانش‌آموزان جهان ۲۰۱۹ (زاگرب کرواسی)[۱۵]
- مدال طلا مسابقات پرتاب دیسک قهرمانی آسیای مرکزی ۲۰۲۱ (تاشکند ازبکستان)[۱۶]
- مدال برنز مسابقات پرتاب دیسک بین المللی بورسا ۲۰۲۱ (ترکیه)[۱۷][۱۸]
- مقام ششم مسابقات پرتاب دیسک قهرمانی جوانان جهان ۲۰۲۱ (کنیا) [۱۹]
- مدال طلا رقابت‌های دوومیدانی قهرمانی غرب آسیا ۲۰۲۴ در بصره عراق[۲۰]